# Georg Brunner
Pour les articles homonymes, voir Brunner.
Georg Brunner, né le 15 décembre 1897 à Leipzig et mort le 16 novembre 1959, est un joueur allemand de hockey sur gazon.
Il fait partie de l'équipe d'Allemagne de hockey sur gazon médaillée de bronze olympique aux Jeux d'été de 1928 à Amsterdam.
Il compte 11 sélections en équipe d'Allemagne, de 1927 à 1931.